# Liste des acides gras saturés
| C:D  | Nom d'usage               | Nom systématique           | Formule semi-développée | Numéro CAS |
| ---- | ------------------------- | -------------------------- | ----------------------- | ---------- |
| 1:0  | acide formique            | acide méthanoïque          | HCOOH                   | 4-18-6     |
| 2:0  | acide acétique            | acide éthanoïque           | CH3COOH                 | 64-19-7    |
| 3:0  | acide propionique         | acide propanoïque          | CH3CH2COOH              | 79-09-4    |
| 4:0  | acide butyrique           | acide butanoïque           | CH3(CH2)2COOH           | 107-92-6   |
| 5:0  | acide valérique           | acide pentanoïque          | CH3(CH2)3COOH           | 109-52-4   |
| 6:0  | acide caproïque           | acide hexanoïque           | CH3(CH2)4COOH           | 142-62-1   |
| 7:0  | acide énanthique          | acide heptanoïque          | CH3(CH2)5COOH           | 111-14-8   |
| 8:0  | acide caprylique          | acide octanoïque           | CH3(CH2)6COOH           | 124-07-2   |
| 9:0  | acide pélargonique        | acide nonanoïque           | CH3(CH2)7COOH           | 112-05-0   |
| 10:0 | acide caprique            | acide décanoïque           | CH3(CH2)8COOH           | 334-48-5   |
| 11:0 | acide undécylique         | acide undécanoïque         | CH3(CH2)9COOH           | 112-37-8   |
| 12:0 | acide laurique            | acide dodécanoïque         | CH3(CH2)10COOH          | 143-07-7   |
| 13:0 | acide tridécylique        | acide tridécanoïque        | CH3(CH2)11COOH          | 638-53-9   |
| 14:0 | acide myristique          | acide tétradécanoïque      | CH3(CH2)12COOH          | 544-63-8   |
| 15:0 | acide pentadécylique      | acide pentadécanoïque      | CH3(CH2)13COOH          | 1002-84-2  |
| 16:0 | acide palmitique          | acide hexadécanoïque       | CH3(CH2)14COOH          | 57-10-3    |
| 17:0 | acide margarique          | acide heptadécanoïque      | CH3(CH2)15COOH          | 506-12-7   |
| 18:0 | acide stéarique           | acide octodécanoïque       | CH3(CH2)16COOH          | 57-11-4    |
| 19:0 | acide nonadécylique       | acide nonadécanoïque       | CH3(CH2)17COOH          | 646-30-0   |
| 20:0 | acide arachidique         | acide icosanoïque          | CH3(CH2)18COOH          | 506-30-9   |
| 21:0 | acide hénéicosylique      | acide hénéicosanoïque      | CH3(CH2)19COOH          | 2363-71-5  |
| 22:0 | acide béhénique           | acide docosanoïque         | CH3(CH2)20COOH          | 112-85-6   |
| 23:0 | acide tricosylique        | acide tricosanoïque        | CH3(CH2)21COOH          | 2433-96-7  |
| 24:0 | acide lignocérique        | acide tétracosanoïque      | CH3(CH2)22COOH          | 557-59-5   |
| 25:0 | acide hyénique            | acide pentacosanoïque      | CH3(CH2)23COOH          | 506-38-7   |
| 26:0 | acide cérotique           | acide hexacosanoïque       | CH3(CH2)24COOH          | 506-46-7   |
| 27:0 | acide carbocérique        | acide heptacosanoïque      | CH3(CH2)25COOH          | 7138-40-1  |
| 28:0 | acide montanique          | acide octacosanoïque       | CH3(CH2)26COOH          | 506-48-9   |
| 29:0 | acide nonacosylique       | acide nonacosanoïque       | CH3(CH2)27COOH          | 4250-38-8  |
| 30:0 | acide mélissique          | acide triacontanoïque      | CH3(CH2)28COOH          | 506-50-3   |
| 31:0 | acide hentriacontylique   | acide hentriacontanoïque   | CH3(CH2)29COOH          | 38232-01-8 |
| 32:0 | acide lacéroïque          | acide dotriacontanoïque    | CH3(CH2)30COOH          | 3625-52-3  |
| 33:0 | acide psyllique           | acide tritriacontanoïque   | CH3(CH2)31COOH          | 38232-03-0 |
| 34:0 | acide geddique            | acide tétratriacontanoïque | CH3(CH2)32COOH          | 38232-04-1 |
| 35:0 | acide céroplastique       | acide pentatriacontanoïque | CH3(CH2)33COOH          | 38232-05-2 |
| 36:0 | acide hexatriacontylique  | acide hexatriacontanoïque  | CH3(CH2)34COOH          | 4299-38-1  |
| 37:0 | acide heptatriacontylique | acide heptatriacontanoïque | CH3(CH2)35COOH          | 38232-07-4 |
| 38:0 | acide octatriacontylique  | acide octatriacontanoïque  | CH3(CH2)36COOH          | 68947-62-6 |